# Schizothorax plagiostomus
Schizothorax plagiostomus är en fiskart som beskrevs av Heckel, 1838. Schizothorax plagiostomus ingår i släktet Schizothorax och familjen karpfiskar. Inga underarter finns listade i Catalogue of Life.